# Tharra robusta
Tharra robusta är en insektsart som beskrevs av Nielson 1975. Tharra robusta ingår i släktet Tharra och familjen dvärgstritar. Inga underarter finns listade i Catalogue of Life.